# Los Espookys
Los Espookys es una serie de televisión estadounidense de humor creada por Julio Torres, Ana Fabrega y Fred Armisen, que también protagonizan Bernardo Velasco y Cassandra Ciangherotti. La serie sigue a un grupo de amigos que intentan convertir su amor por el terror en un negocio de éxito, donde la mayoría de sus trabajos consisten en fabricar situaciones similares a las de las películas de terror y engañar a la gente para que piense que son reales. 
Los Espookys se estrenó el 14 de junio de 2019 en HBO. El 24 de julio de ese año, se anunció que la serie fue renovada para una segunda temporada, con estreno el 16 de septiembre de 2022. En diciembre de 2022, la serie fue cancelada tras dos temporadas.

## Argumento
Los Espookys «sigue a un grupo de amigos que convierten su afición por el terror en un peculiar negocio, proporcionando terror a quienes lo necesitan, en una versión de Ciudad de México de ensueño donde lo extraño y lo espeluznante forman parte de la vida cotidiana».

## Reparto

#### Personajes principales
- Bernardo Velasco - Renaldo
- Cassandra Ciangherotti - Úrsula
- Ana Fabrega - Tati
- Julio Torres - Andrés
- José Pablo Minor - Juan Carlos
- Fred Armisen - Tío Tico

#### Personajes secundarios
- River L. Ramírez - Sonia
- Spike Einbinder - Sombra de Agua
- Giannina Fruttero - Beatriz
- Greta Titelman - Embajadora Melanie Gibbons
- Martine Gutiérrez - Karina Salgado
- Eudora Peterson - Krissy

#### Invitados especiales
- Carol Kane - Bianca Nova
- Yalitza Aparicio - La Luna
- John Early - Mark Stevens
- Sebastián Ayala - Oliver Twix
- Luis Fernando Hoyos - Viudo
- Kim Petras - Secretaria de Estado Kimberly Reynolds
- Isabella Rossellini - Isabella Rossellini
- Jacqueline Boudon - paciente del dentista

## Episodios

### Primera temporada
| N.º | Título                      | Dirigido por   | Escrito por                               | Fecha de emisión original | Audiencia (millones) |
| --- | --------------------------- | -------------- | ----------------------------------------- | ------------------------- | -------------------- |
| 1   | «El exorcismo»              | Fernando Frías | Fred Armisen & Ana Fabrega & Julio Torres | 14 de junio de 2019       | 0.272                |
| 2   | «El espanto de la herencia» | Fernando Frías | Julio Torres & Ana Fabrega                | 21 de junio de 2019       | 0.195                |
| 3   | «El monstruo marino»        | Fernando Frías | Julio Torres & Ana Fabrega                | 28 de junio de 2019       | 0.191                |
| 4   | «El espejo maldito»         | Fernando Frías | Julio Torres & Ana Fabrega                | 5 de julio de 2019        | 0.058                |
| 5   | «El laboratorio alienígena» | Fernando Frías | Julio Torres & Ana Fabrega                | 12 de julio de 2019       | 0.134                |
| 6   | «El sueño falso»            | Fernando Frías | Julio Torres & Ana Fabrega                | 19 de julio de 2019       | 0.086                |

### Segunda temporada
| N.° | Título                         | Dirección       | Escritura                                | Fecha de emisión original |
| --- | ------------------------------ | --------------- | ---------------------------------------- | ------------------------- |
| 1   | Los Espíritus en el Cementerio | Sebastián Silva | Ana Fabrega, Julio Torres y Fred Armisen | 16 de septiembre de 2022  |
| 2   | Bibi's                         | Sebastián Silva | Ana Fabrega, Julio Torres y Fred Armisen | 23 de septiembre de 2022  |
| 3   | Las Ruinas                     | Sebastián Silva | Ana Fabrega, Julio Torres y Fred Armisen | 30 de septiembre de 2022  |
| 4   | Las muchas caras de un hombre  | Sebastián Silva | Ana Fabrega, Julio Torres y Fred Armisen | 7 de octubre de 2022      |
| 5   | El virus                       | Ana Fabrega     | Ana Fabrega, Julio Torres y Fred Armisen | 14 de octubre de 2022     |
| 6   | El eclipse                     | Ana Fabrega     | Ana Fabrega, Julio Torres y Fred Armisen | 21 de octubre de 2022     |

## Producción

### Desarrollo
El 21 de noviembre de 2017, se anunció que HBO ordenó el episodio piloto de Mexico City: Only Good Things Happen. El episodio fue escrito por Fred Armisen, Ana Fabrega, y Julio Torres y será dirigido por Fernando Frías. El personal de producción de la serie potencial estaba programado para incluir a Armisen, Lorne Michaels, Andrew Singer como productores ejecutivos y Torres y Alice Mathias como coproductora ejecutiva.
El 2 de julio de 2018, se anunció que HBO ordenó la serie, ahora titulada Los Espookys. Además, se anunció que Fabrega actuaría como coproductora ejecutiva.
El 16 de abril de 2019, se anunció que la serie se estrenará el 14 de junio de 2019. El 24 de julio de 2019, se anunció que la serie fue renovada para una segunda temporada.

### Casting
El 21 de noviembre de 2017, se anunció que Bernardo Velasco, Cassandra Ciangherotti, Ana Fabrega, Julio Torres, y Fred Armisen fueron elegidos.